# Zygmunt Straszewicz

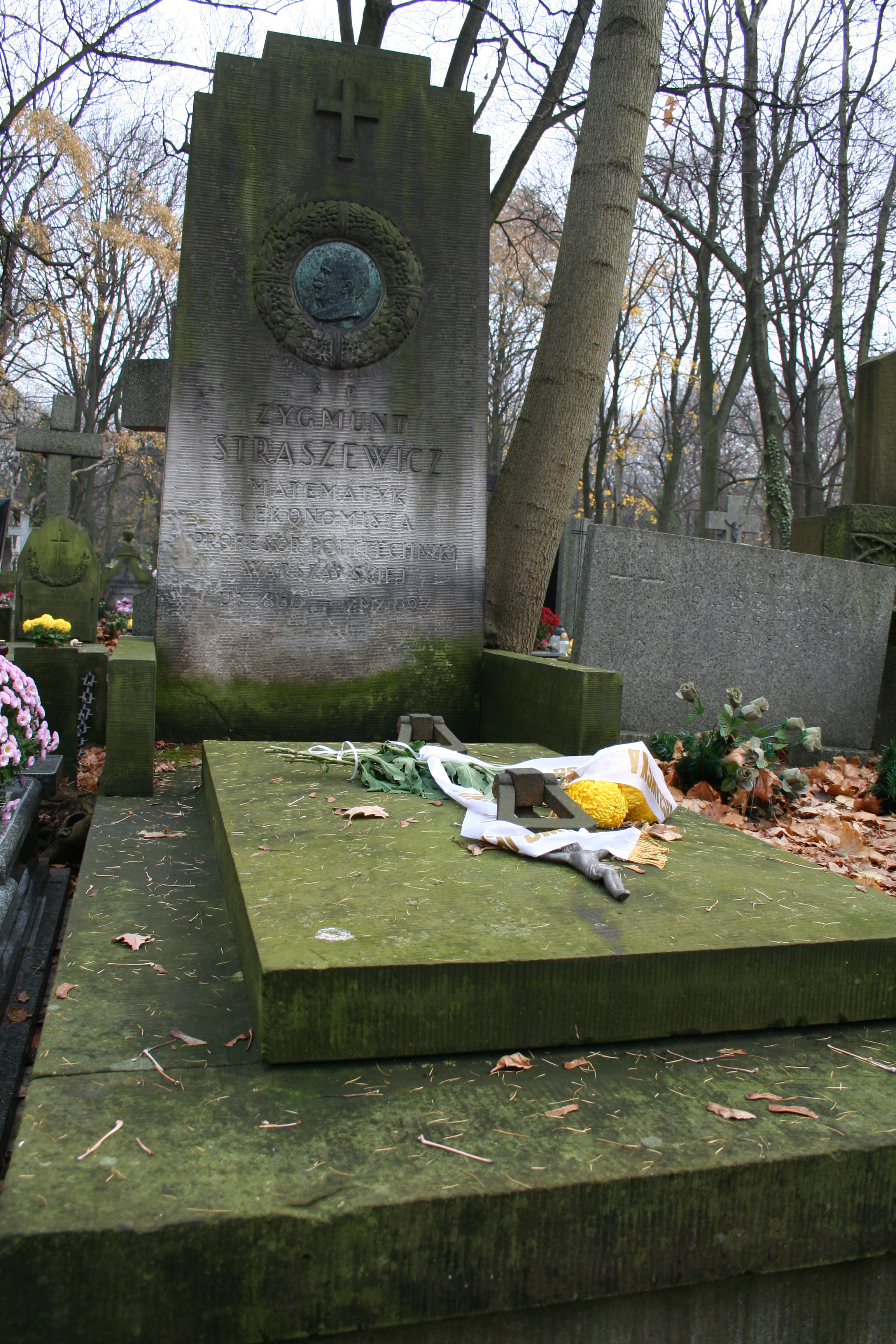
Grób Zygmunta Straszewicza na warszawskim cmentarzu Powązkowskim

Zygmunt Straszewicz (ur. 1860 w Tykocinie, zm. 15 sierpnia 1927 w Warszawie) – polski inżynier, elektryk, mechanik, pierwszy rektor Politechniki Warszawskiej (1915-1916) oraz profesor tejże uczelni.

## Życiorys
Zygmunt Straszewicz urodził się w rodzinie ziemiańskiej. Po ukończeniu gimnazjum w Łomży, Straszewicz rozpoczął studia matematyczne na Cesarskim Uniwersytecie Warszawskim. W 1881 został oskarżony o przynależność do socjalistycznej Gminy Warszawskiej, ale sprawę umorzono. W 1883 za udział w apuchtinadzie (wiecu studenckim przeciwko Apuchtinowi) został relegowany z uczelni i wówczas wyjechał kontynuować studia do Szwajcarii. Dyplom inżyniera mechanika uzyskał na Wydziale Budowy Maszyn Politechniki w Zurychu. Po powrocie do Warszawy w 1887 roku rozpoczął nauczanie matematyki w Gimnazjum Wojciecha Górskiego w Warszawie. W połowie 1889 wyjechał do Niemiec, gdzie pracował jako konstruktor w niemieckim przemyśle budowy maszyn w Berlinie i Magdeburgu, a następnie przy budowie stacji elektrycznej we Włoszech.
W 1893 wrócił do kraju z zamiarem zamieszkania na stałe w Warszawie. Wkrótce pod zarzutem prowadzenia nielegalnej działalności oświatowej został aresztowany i osadzony w Cytadeli Warszawskiej, a następnie zesłany w trybie administracyjnym w głąb Rosji. Tam przez osiem lat pracował jako elektrotechnik w fabryce Dnieprowskiej w Kamieńskim i w Kijowie.
Od 1902 kiedy to wrócił do Warszawy zajmował się działalnością dydaktyczną, naukową oraz popularyzatorską. Do 1919 nauczał matematyki i mechaniki w Szkole Mechaniczno-Technicznej Wawelberga i Rotwanda. Członek Towarzystwa Kursów Naukowych w Warszawie (1906-1918). Wykładał rachunek różniczkowy i całkowy w ramach Kursów Politechnicznych (1906-1908) na Wydziale Technicznym TKN, gdzie był także członkiem Rady Naukowej. Prowadził także wykłady z diagnostyki ciał sztywnych na Wydziale Matematyczno-fizycznym TKN (1913-1915), gdzie był także dziekanem (1915).

### Tworzenie Politechniki Warszawskiej i jej rozwój
Od początku 1915 działał w ramach Komisji Politechnicznej Towarzystwa Kursów Naukowych i Sekcji Szkół Wyższych zorganizowanej przy Wydziale Oświecenia Komitetu Obywatelskiego, biorąc udział w pracach nad organizowaniem politechniki w Warszawie. 15 listopada 1915 mianowano Zygmunta Straszewicza pierwszym rektorem Politechniki Warszawskiej. Zygmunt Straszewicz był bardzo zaangażowany w rozwój Politechniki. W roku akademickim 1915/16 był współorganizatorem Towarzystwa Bratniej Pomocy i Koła Elektryków, a także współzałożycielem Towarzystwa Przyjaciół Politechniki Warszawskiej. Jako rektor wykazywał się odwagą i niezależnością wobec niemieckich władz okupacyjnych. W latach akademickich 1917/18 i 1918/19 pełnił funkcję prorektora Politechniki Warszawskiej.
W 1916 roku był członkiem Rady Nadzorczej Towarzystwa Polskiej Macierzy Szkolnej.

### Kariera naukowa
Od 1916 był wykładowcą mechaniki teoretycznej na Wydziale Budowy Maszyn i Elektrotechniki (podzielonym w 1921 na wydziały: Mechaniczny i Elektryczny). 19 maja 1919 otrzymał nominację na profesora zwyczajnego i objął Katedrę Mechaniki Teoretycznej, najpierw na Wydziale BMiE, później na Wydziale Mechanicznym. W roku akademickim 1925/26 prowadził również wykłady z ekonomii politycznej dla studentów Wydziału Mechanicznego. 9 kwietnia 1926, w uznaniu zasług dla Politechniki Warszawskiej, został mianowany jej profesorem honorowym.

### Działalność popularyzatorska
Od 1902 współpracował z „Przeglądem Technicznym”, a w 1909 był redaktorem tego pisma.
Profesor Straszewicz napisał wiele rozpraw naukowych, artykułów publicystycznych oraz publikacji popularnonaukowych. Liczne publikacje o charakterze popularyzatorskim zamieszczał m.in. w czasopismach: „Wszechświat”, „Przegląd Techniczny”, „Wektor”.

### Życie prywatne
Braćmi Zygmunta Straszewicza byli Ludwik Straszewicz (1857–1913) publicysta oraz Walerian Straszewicz, kapitan artylerii w armii carskiej. Jego bratankiem ze strony Waleriana był Stefan Straszewicz, również profesor Politechniki Warszawskiej.
Zygmunt Straszewicz spoczywa na cmentarzu Powązkowskim w Warszawie (kw. 237-IV-24).

## Publikacje (wybór)
- Światło elektryczne. Urządzanie i działanie instalacji prywatnych o prądzie stałym. Przewodnik dla monterów i właścicieli instalacji elektrycznych, 1898
- Środek ciężkości. Rozdział geometrii elementarnej, 1908
- Mechanika, 1912
- Nauka o ruchu. (Cynematyka i dynamika), 1918
- Zbiór zadań z mechaniki, 1921
- Statyka wykreślna, 1923
- Zarys ekonomii politycznej, 1924 (podręcznik akademicki)
- Maszyna a kultura, „Przełom”
- Miraże ekonomiczne, „Przełom”
- Najważniejsze zadania szkoły
- Od czego zależy bogactwo narodów
- Rola przemysłu w niepodległej Polsce
- Żegluga powietrzna, „Wszechświat"
- Przypływy i odpływy morskie, „Wszechświat"
- Znaczenie doświadczenia w geometryi, „Wszechświat"
- O mierzeniu wilgotności pary, „Przegląd Techniczny"
- Motory i maszyny unipolarne, „Przegląd Techniczny"
- Podatek dochodowy i podatek spożywczy w przemyśle, „Przegląd Techniczny”
- Pole prędkości, „Wektor"
- Szkic propedeutyki geometryi,"Wektor"
- O przyśpieszeniu Coriolisa, „Wektor"